# Каспак

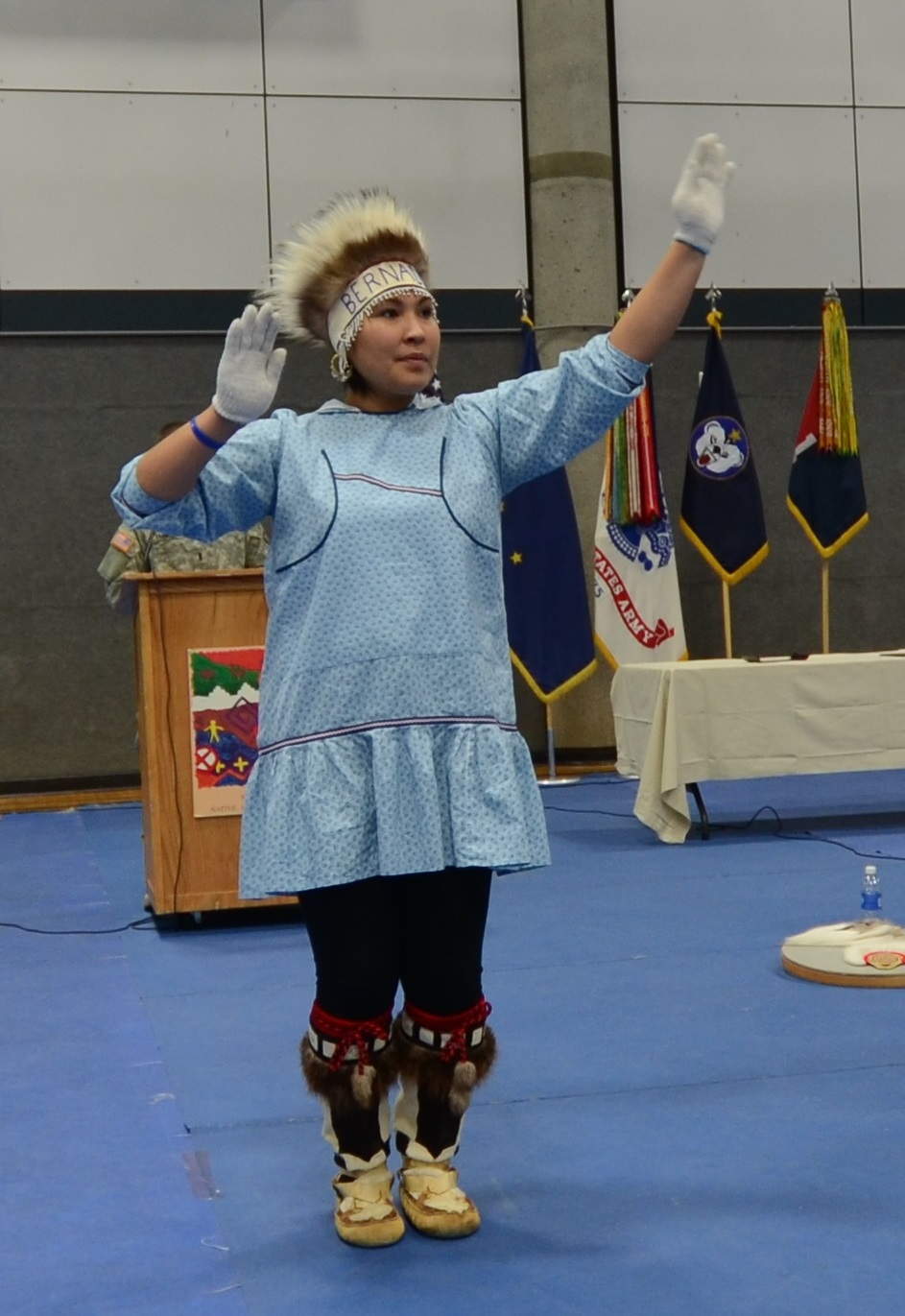
Індіанка з Аляски виступає в каспаці

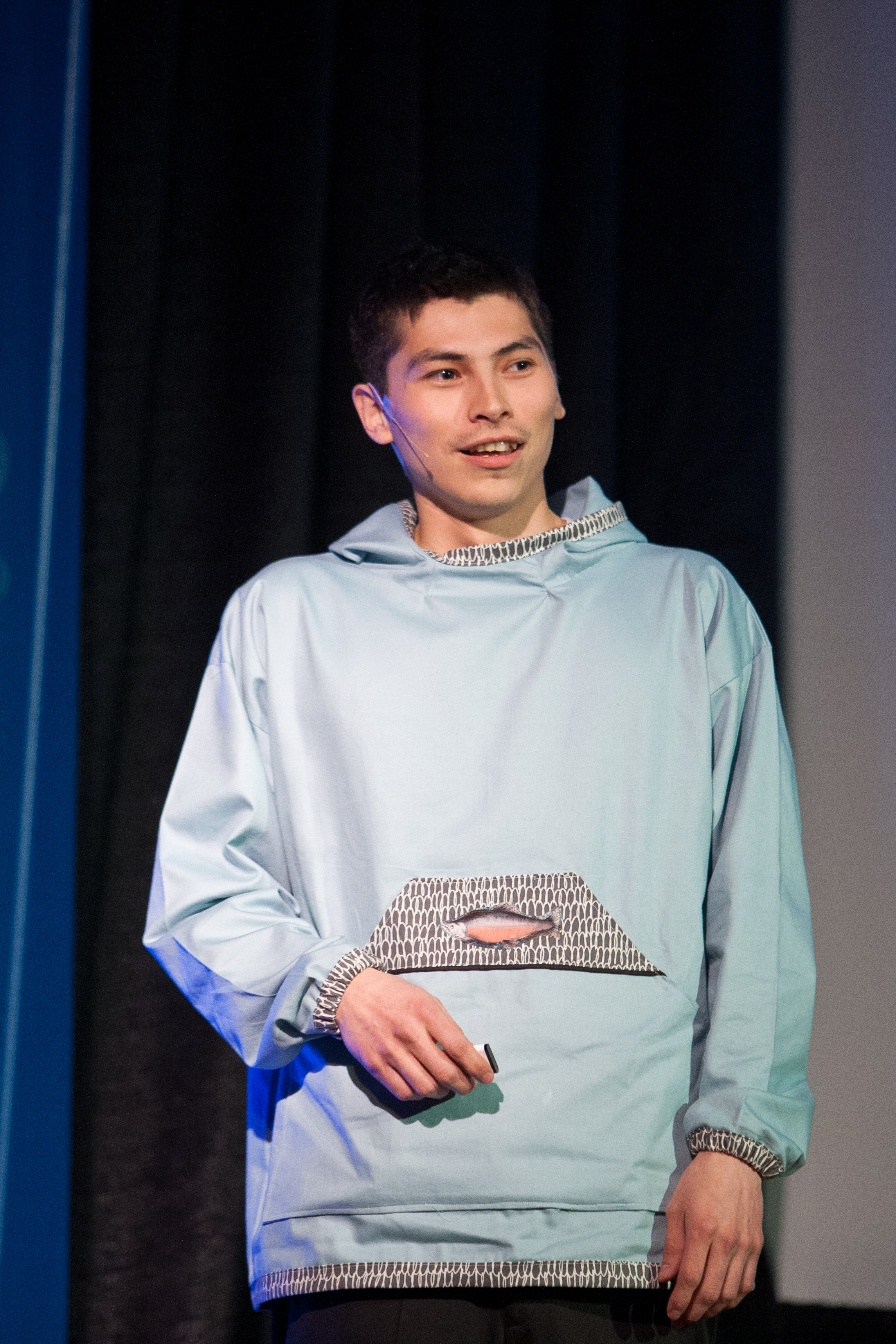
Людина в сучасному каспаці

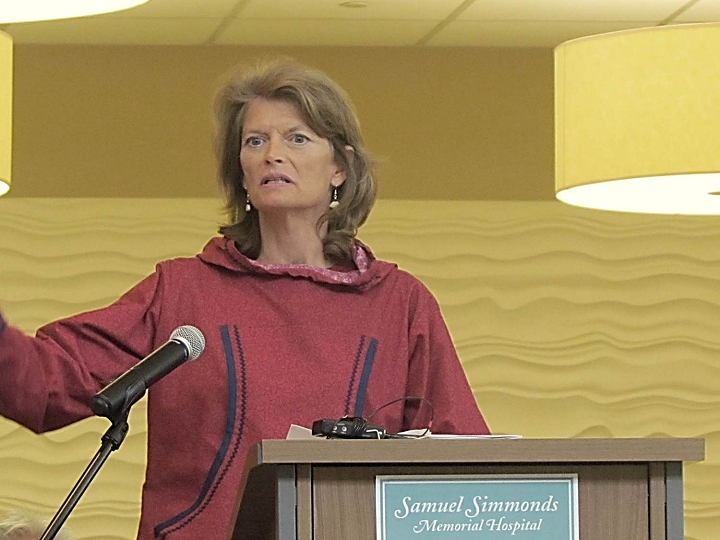
Сенатор Ліза Меркавскі в каспаці

Kuspuk ([ˈɡʌs.pʌk]) (юпікська: qaspeq; інуп. atikłuk) це сорочка з капюшоном з великою переднім кишенею, яку зазвичай носять корінні жителі Аляски. Каспаки довжиною нагадують туніки, опускаючись нижче стегон чи нижче колін. Нижня частина каспаків, яку носять жінки, може бути зібрана і стати схожою на спідницю. Каспаки, як правило, одягаються через голову, хоча деякі мають блискавки.
Хоча каспаки є традиційним одягом юпіків, нині їх носять як чоловіки, так і жінки багатьох інших корінних груп, а також немісцеві. Раніше одяг виготовляли зі шкіри тварин або кишок і носили поверх хутряного анораку, щоб підтримувати його чистоту. У міру того, як магазини стали більш поширеними в регіоні Буш, каспаки почали виготовляти із мішків з під зерна. Нині каспаки зазвичай виготовляються з бавовняного ситцю, оксамиту або корду. Нині каспаки часто носять як блузку, зі штанами.
Багато законодавців Аляски та співробітники їхніх апаратів носять каспаки по п'ятницях. Традиція була започаткована представником Бетелю Мері Капснер (нині Мері Саттлер) близько 2000 року. Однак законодавчий дрес-код вимагає носити каспаки з темними штанами. Ентузіазм законодавців щодо каспаків сприяв зростанню їх популярності в штаті.
Мандрівники одягнені в каспаки, неодноразово стикалися з додатковими перевірками з боку охорони аеропортів підпорядкованої Федеральному управлінню безпеки транспорту через громіздкість одягу. Охорона просила пасажирів зняти їхні каспаки. Сенатори Ліза Меркавскі та Марк Бегич розкритикували цю практику безпеки як нечутливу до культурного різноманіття, оскільки каспак не завжди легко зняти, оскільки його часто носять «як футболку або блузку», без іншого одягу під ним.
Папі Римському Івану Павлу II було вручено подарунковий каспак під час його відвідин Аляски в 1981 році.

## Назви
| Мова                                | Назва     | Етимологія                                                                                                   |
| ----------------------------------- | --------- | --- |
| Центральноаляскинська юпікська мова | qaspeq    | < qai-peq < qai- 'поверхня; верх'+ -peq постбаза:' один на N '(порівняйте ilupeq 'майка' < ilu 'внутрішній') |
| Чевак Куп'ик                        | qaspeq    | так само |
| Нунівак Куп'иґ                      | qasper    | так само |
| Інупіак (Північний схил)            | atikłuk   | < atigi 'парка в стилі пуловера' + -łuk постбаза: «щось схоже на або пов'язане з N»                          |
| Інупіак (Маліміут)                  | atikłuk   | ідентифікатор.                                                                                               |
| Інупіак (Кінг-Айленд)               | uġiłiqaaq | |